# La Dorée

La Dorée este o comună în departamentul Mayenne, Franța. În 2009 avea o populație de 321 de locuitori.